# 사이타마 세이부 라이온즈 (2군)
사이타마 세이부 라이온스(일본어: 埼玉西武ライオンズ, Saitama Seibu Lions)의 2군 팀은 일본의 프로 야구 구단이며, 사이타마 세이부 라이온스 계열의 구단이다. 이스턴 리그 (일본) 구단 중의 하나이며 1952년부터 1954년까지 간사이 팜 리그에서 뛰었다가 1955년부터 1978년까지 웨스턴 리그 (일본)에서 활동하다가 1979년부터 지금의 이스턴 리그에서 뛰고 있다. 홈구장은 사이타마현 도코로자와시에 세이부 라이온스 제2야구장이다.